# Pont-Audemer
Pont-Audemer är en kommun i departementet Eure i regionen Normandie i norra Frankrike. Kommunen ligger i kantonen Pont-Audemer som tillhör arrondissementet Bernay. År 2018 hade Pont-Audemer 8 442 invånare.

## Befolkningsutveckling
Antalet invånare i kommunen Pont-Audemer
Referens:INSEE

## Galleri

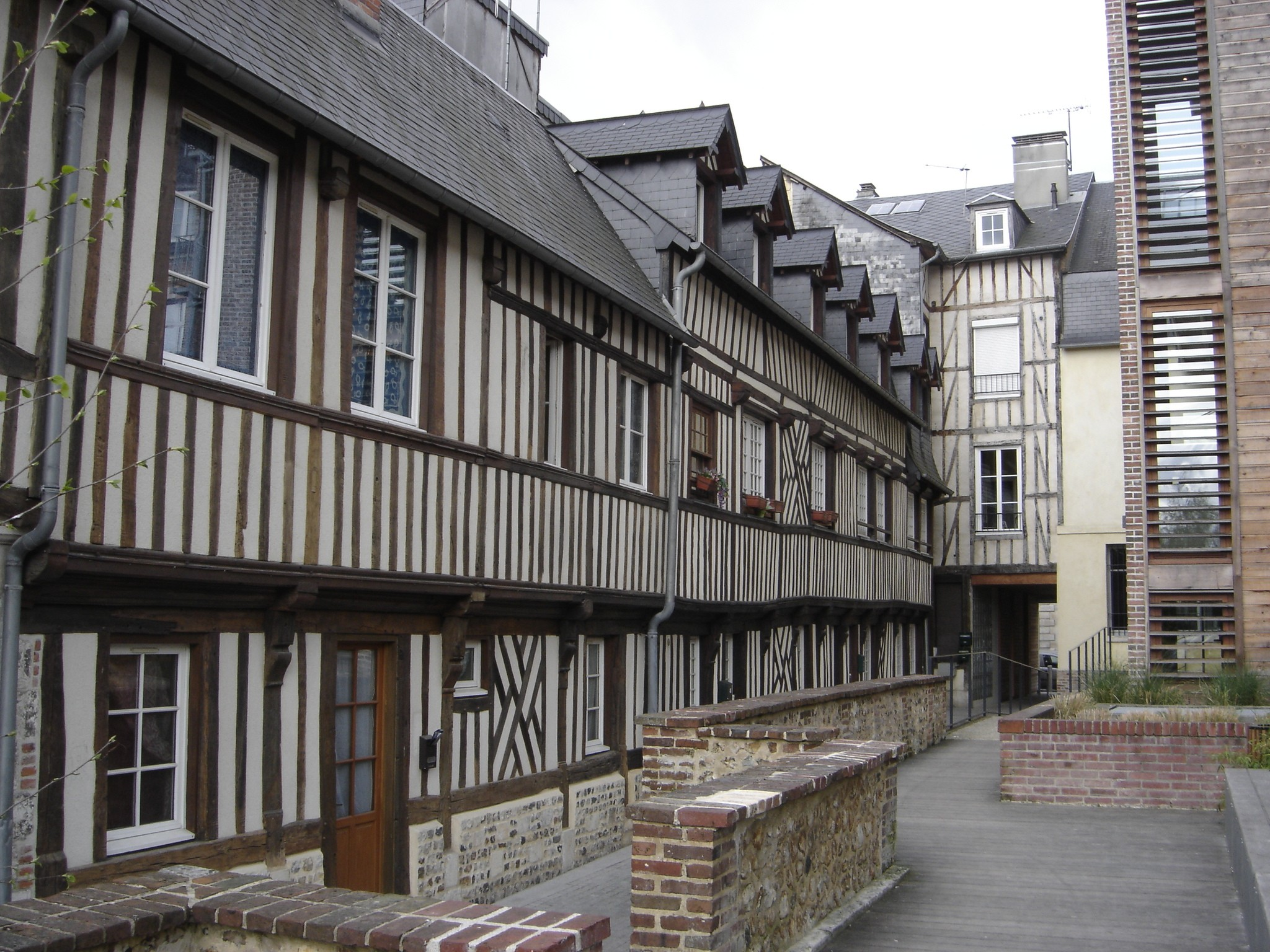
Gränden Canel
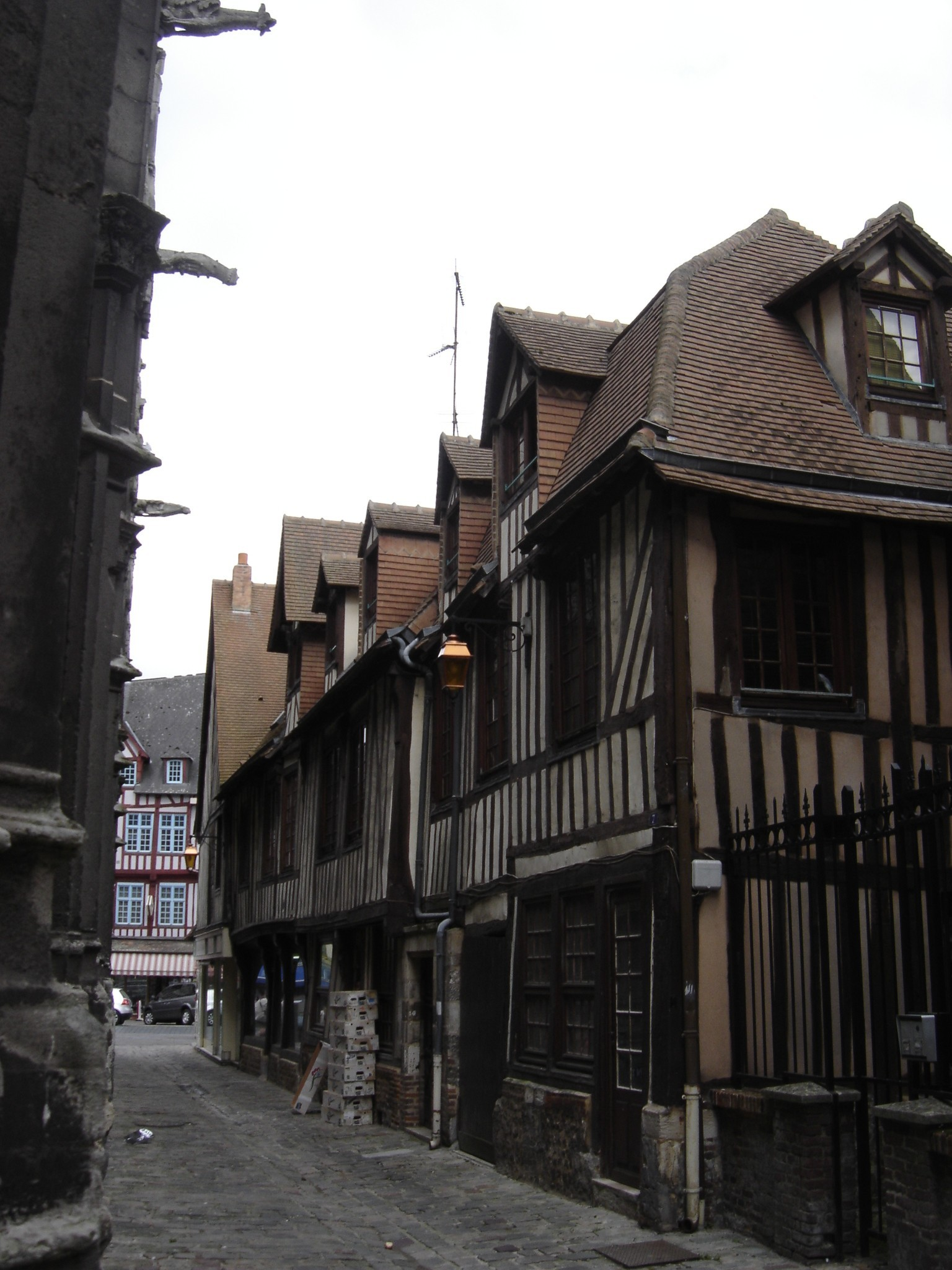
Gränden Saint-Ouen
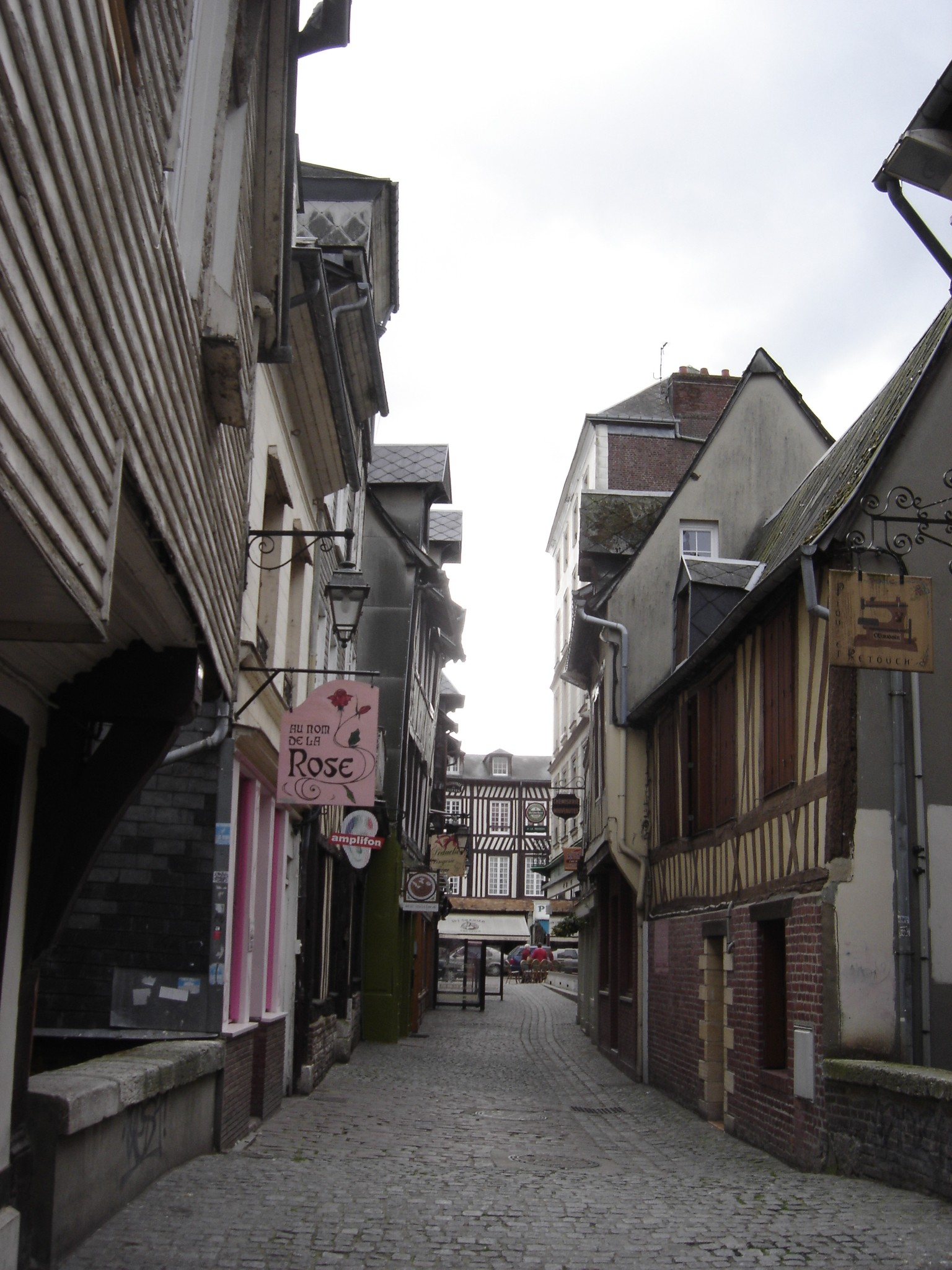
Gatan Paul-Clémencin
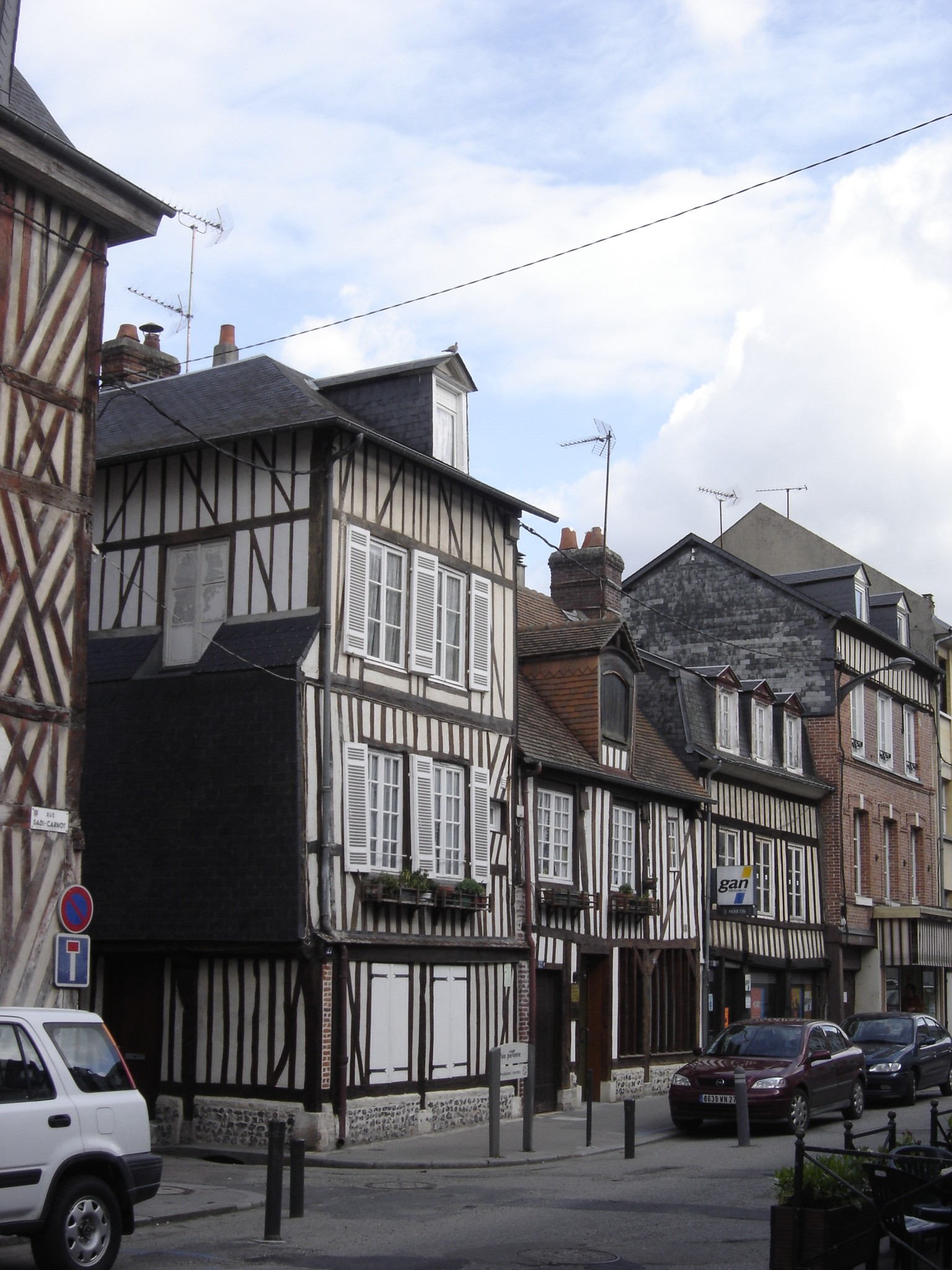
Gatan Sadi-Carnot
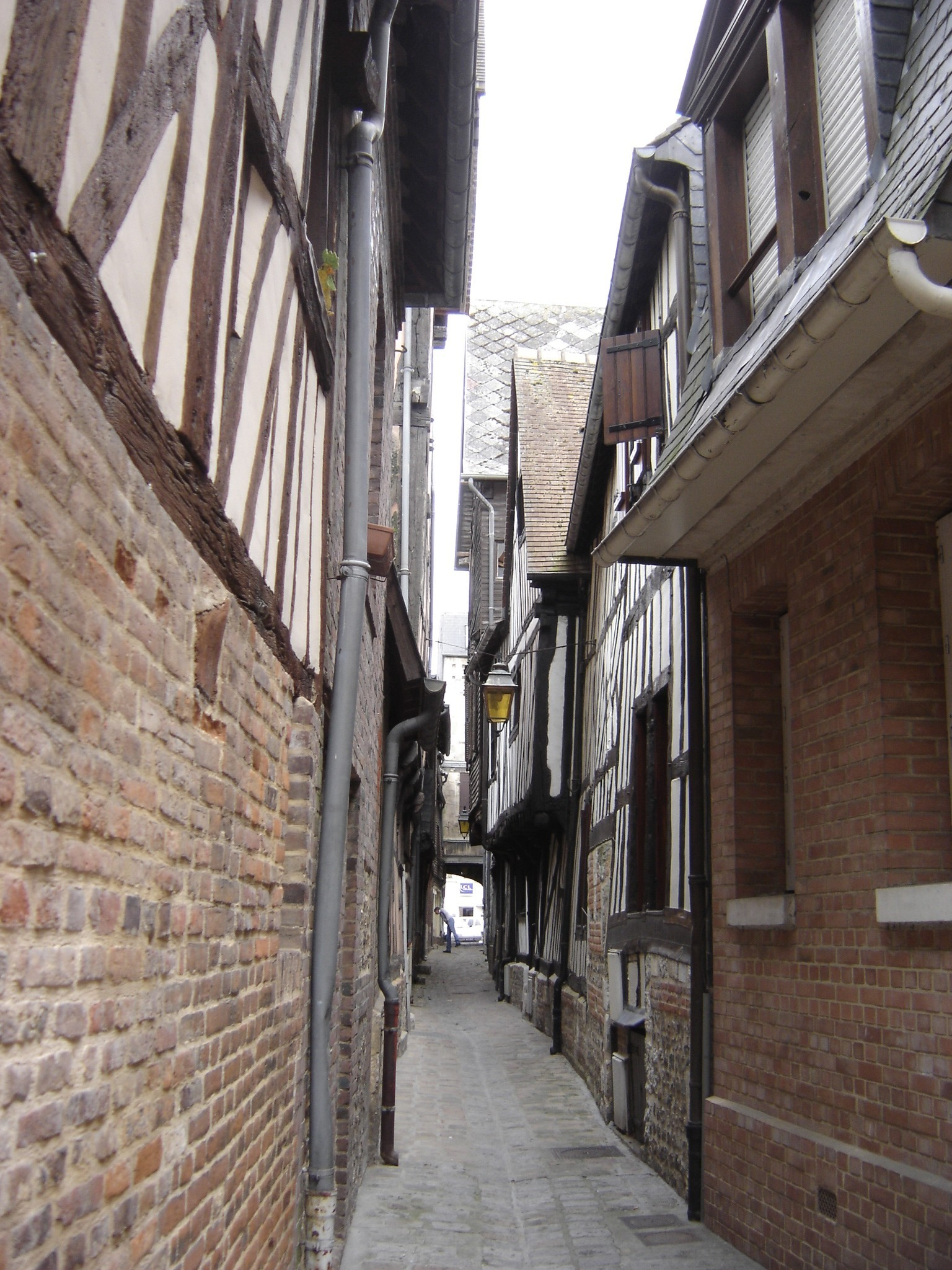
Gatan Épée
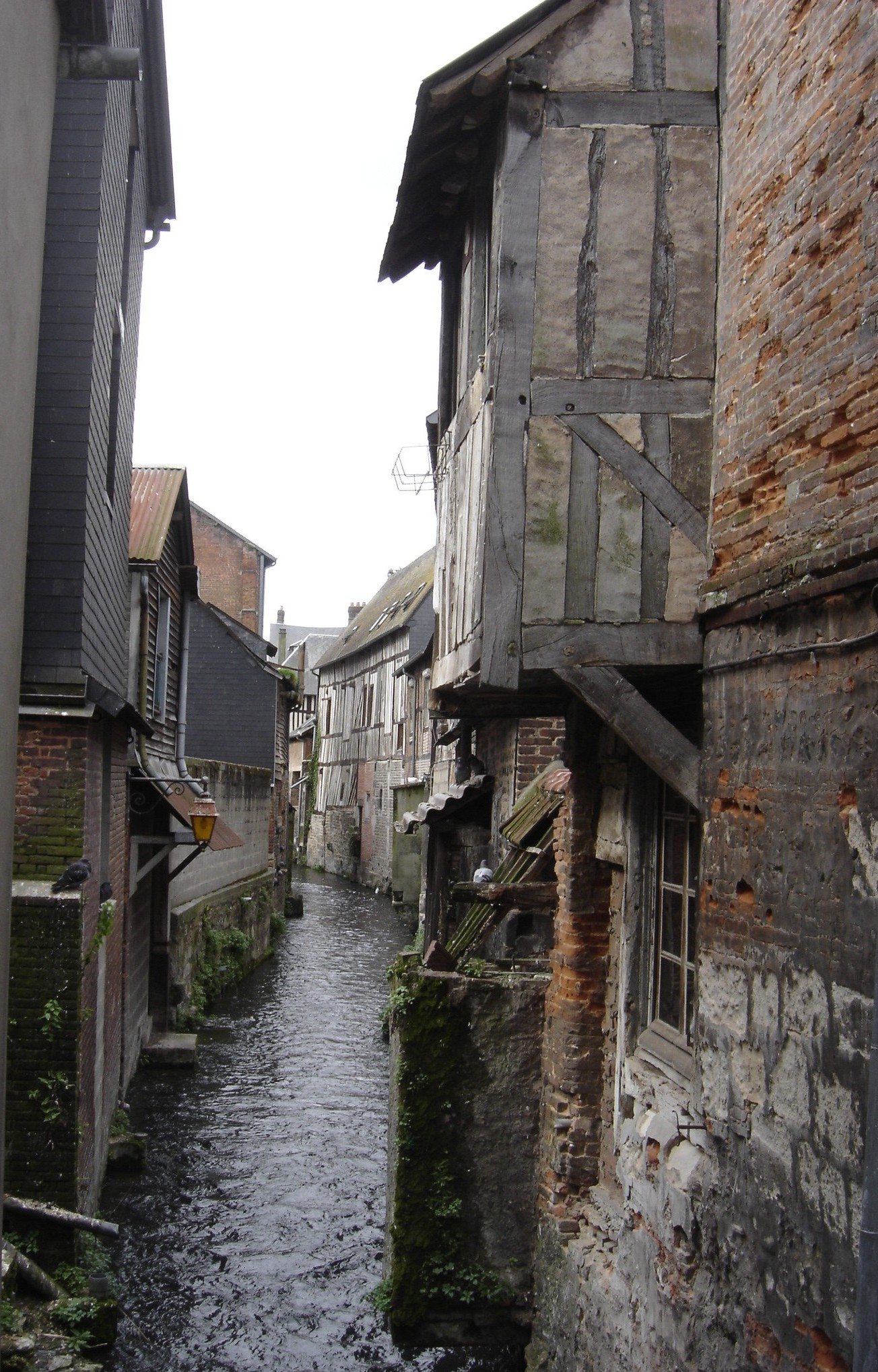
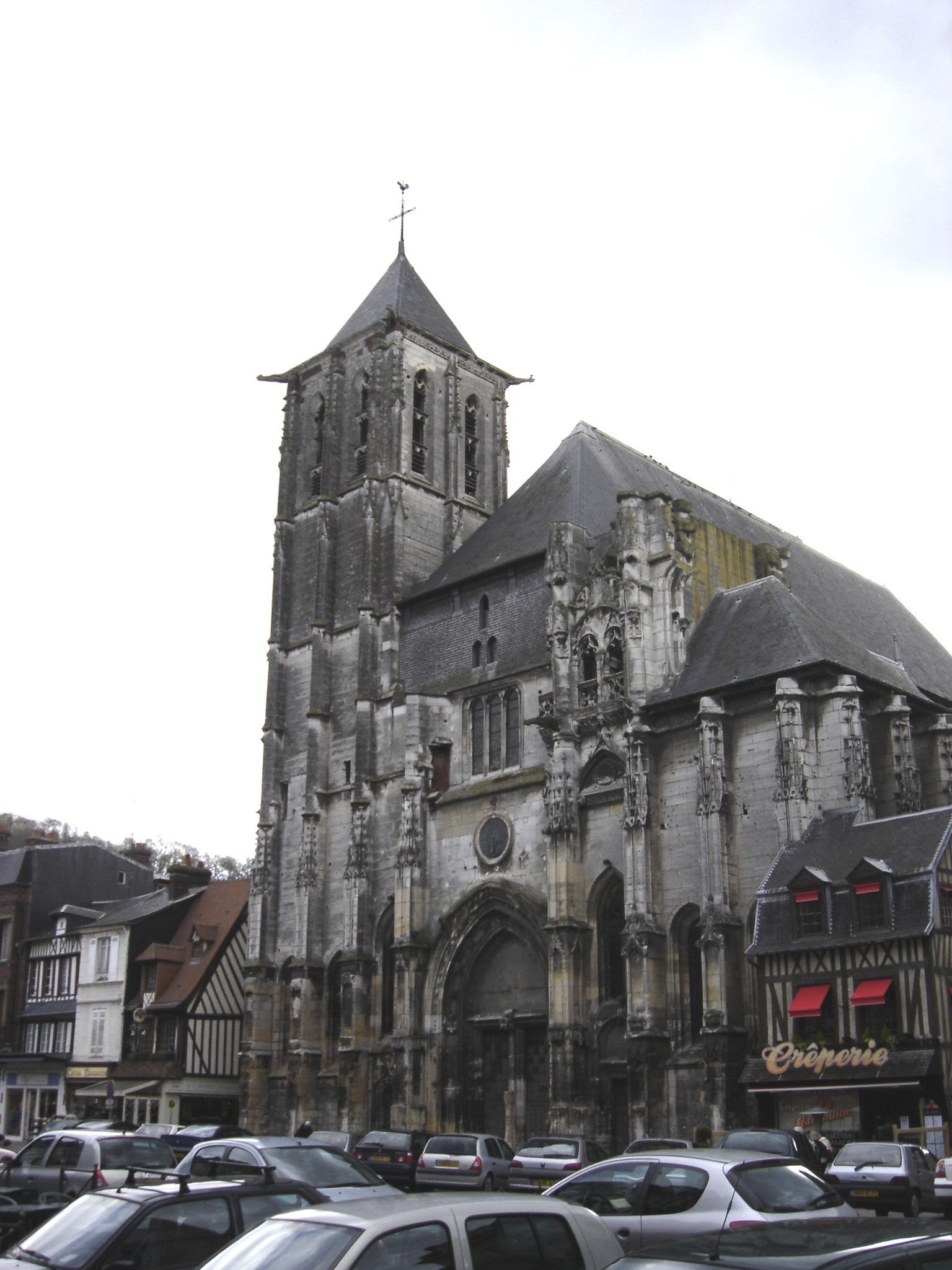
Kyrkan Saint-Ouen
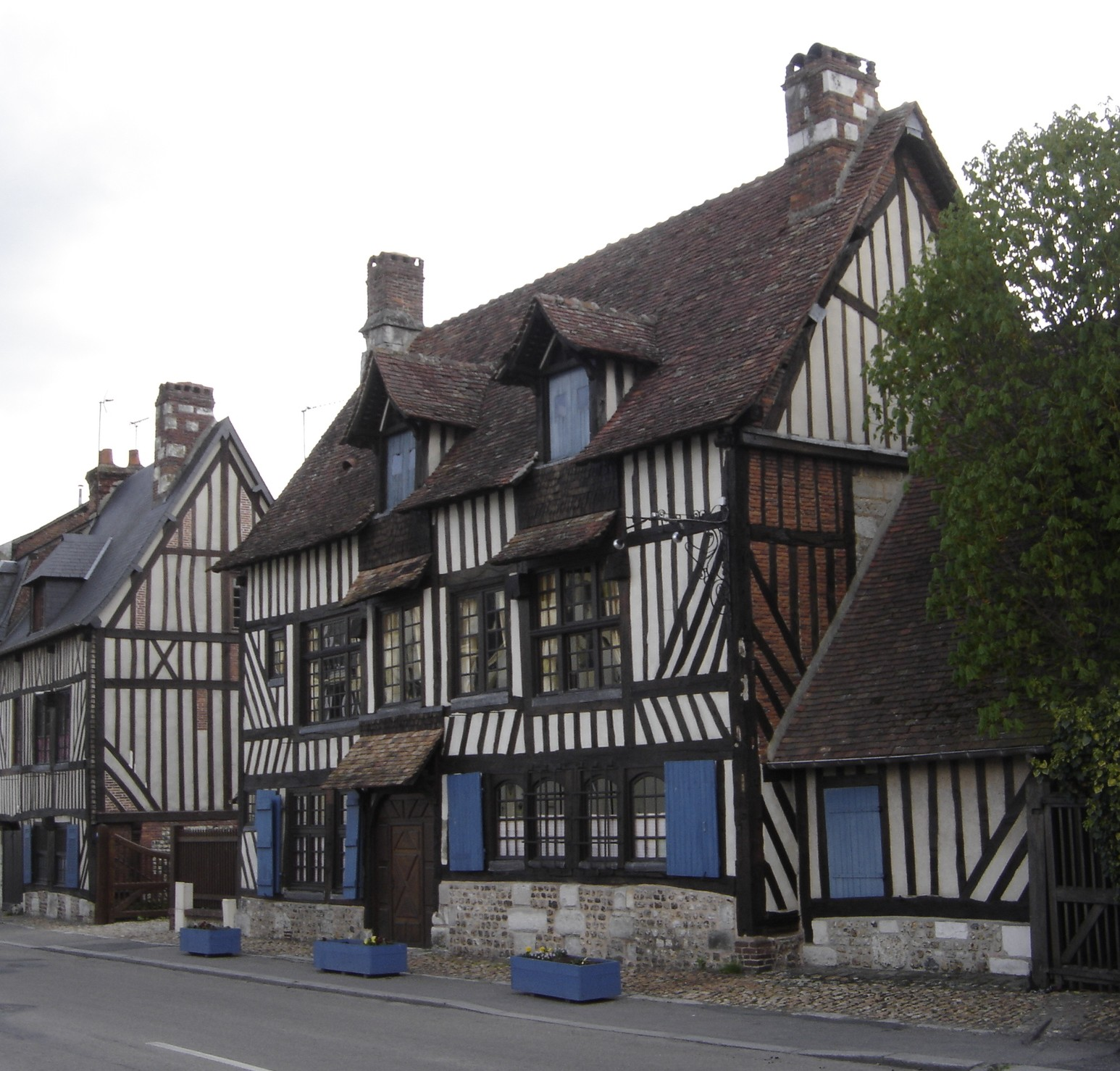
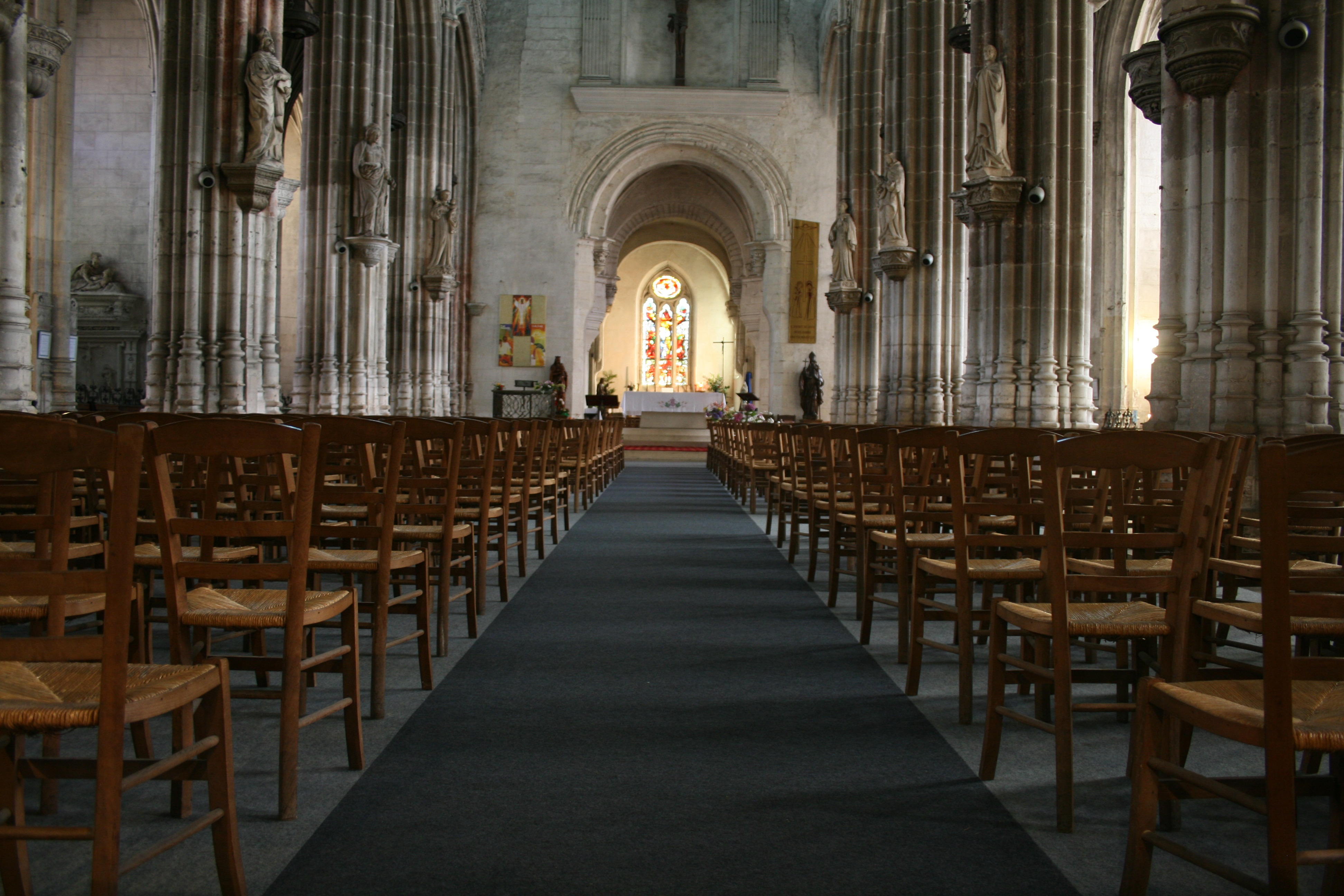
Kyrkan Saint-Ouen
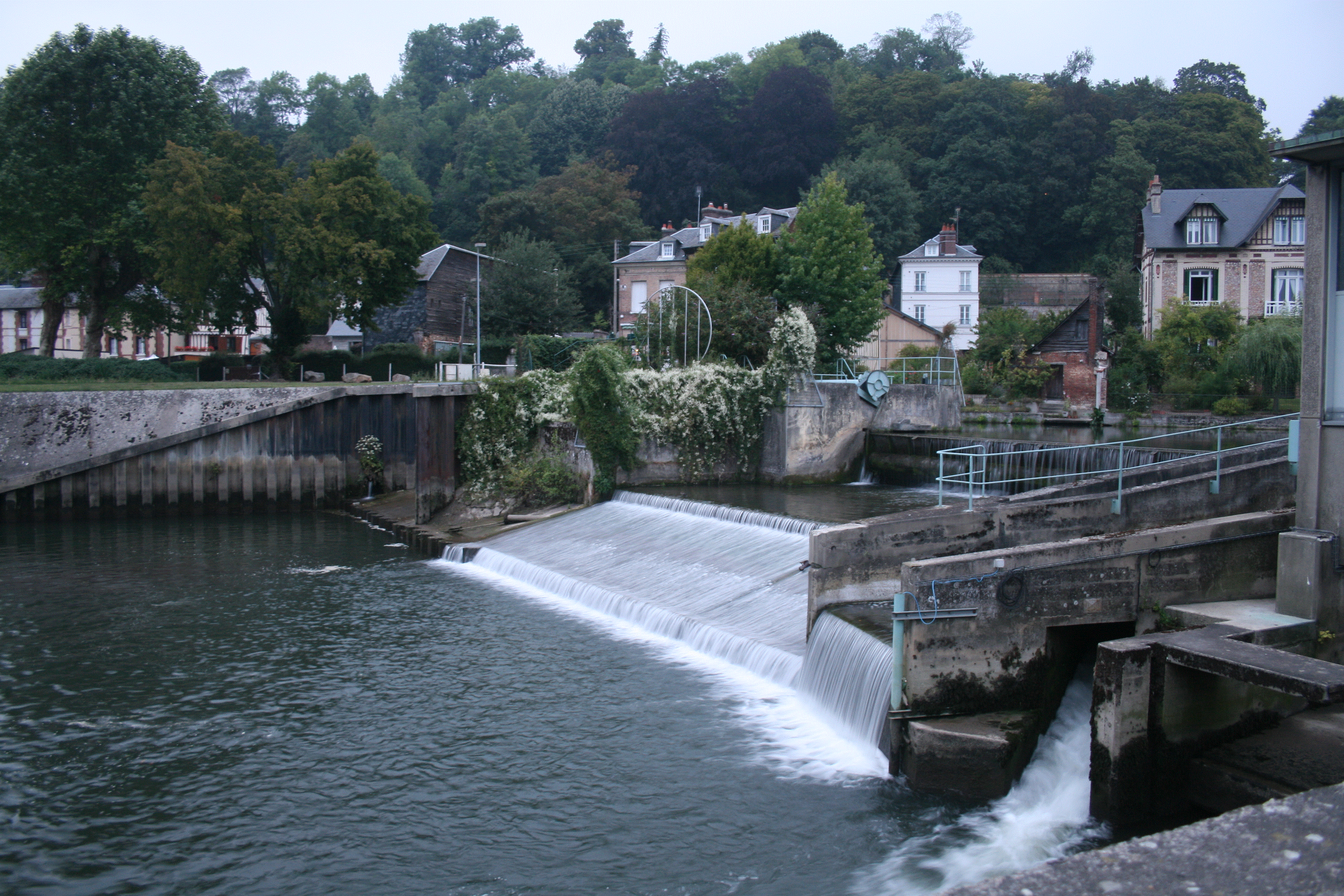